# Pyhäjärvi (sjö i Finland, Södra Savolax, lat 61,75, long 27,97)
Pyhäjärvi är en sjö i Finland. Den ligger i kommunen Jockas i landskapet Södra Savolax, i den södra delen av landet, 240 km nordost om huvudstaden Helsingfors. Pyhäjärvi ligger 96,5 meter över havet. Arean är 7,99 kvadratkilometer och strandlinjen är 32,68 kilometer lång. Sjön  ingår i Vuoksens huvudavrinningsområde.   I omgivningarna runt Pyhäjärvi växer i huvudsak blandskog. Den sträcker sig 3,9 kilometer i nord-sydlig riktning, och 5,5 kilometer i öst-västlig riktning.
I övrigt finns följande i Pyhäjärvi:
- Pukkisaari (en ö)